# Kiang West National Park
Kiang West National Park är en nationalpark i Gambia. Den ligger i regionen Lower River, i den västra delen av landet, 70 km öster om huvudstaden Banjul. Arean är 11,5 kvadratkilometer.